# Aulacorhynchus
Genre
Avec Selenidera, Aulacorhynchus est un des deux genres de toucanets.

## Liste des espèces
Selon la classification de référence du Congrès ornithologique international (version 14.1, 2024) :
- Aulacorhynchus wagleri – Toucanet de Wagler
- Aulacorhynchus prasinus – Toucanet émeraude
- Aulacorhynchus caeruleogularis – Toucanet à gorge bleue
  - Aulacorhynchus cognatus – Toucanet du Darién
- Aulacorhynchus albivitta – Toucanet à gorge blanche
  - Aulacorhynchus lautus – Toucanet des Santa Marta
  - Aulacorhynchus griseigularis – Toucanet à gorge grise
- Aulacorhynchus atrogularis – Toucanet à gorge noire
- Aulacorhynchus sulcatus – Toucanet à bec sillonné
- Aulacorhynchus derbianus – Toucanet de Derby
- Aulacorhynchus whitelianus – Toucanet de Whitely
- Aulacorhynchus haematopygus – Toucanet à croupion rouge
- Aulacorhynchus huallagae – Toucanet à sourcils jaunes
- Aulacorhynchus coeruleicinctis – Toucanet à ceinture bleue